# Kosovo Specialist Chambers and Specialist Prosecutor’s Office
Das Kosovo Specialist Chambers and Specialist Prosecutor’s Office (KSC & SPO) ist ein in Den Haag ansässiges hybrides Gericht zur Verfolgung von Straftaten, die im Zuge des Kosovokriegs zwischen 1999 und 2000 begangen wurden und der UÇK oder ihren Kommandanten zur Last gelegt werden.

## Aufbau
Das Gericht besteht aus vier Kammern, die den Instanzen der kosovarischen Justiz entsprechen: Erste Instanz, Berufungsgericht, Oberstes Gericht, Verfassungsgericht.
Präsidentin des Gerichtes ist die bulgarische Juristin Ekaterina Trendafilowa.
Zu Richtern wurden 19 Personen ernannt:
- Charles Smith III, USA
- Christine Van Den Wyngaert, Belgien
- Michèle Picard, Frankreich
- Thomas Laker, Deutschland
- Emilio Gatti, Italien
- Vidar Stensland, Norwegen
- Roland Dekkers, Niederlande
- Michael Bohlander, Deutschland
- Antonio Balsamo, Italien
- Kai Ambos, Deutschland
- Kenneth Roberts, Kanada
- Mappie Veldt-Foglia, Niederlande
- Christoph Barthe, Deutschland
- Vladimir Mikula, Tschechien
- Guénaël Mettraux, Schweiz
- Roumen Nenkov, Bulgarien
- Gilbert Bitti, Frankreich
- Daniel Fransen, Belgien
- Romina Incutti, Italien
- Fergal Gaynor, Irland
- Nina Jørgensen, Norwegen

Chef der Anklagebehörde Specialist Prosecutor’s Office war von 2018 bis 2022 der US-amerikanische Jurist Jack Smith. Nachfolger ist Alex Whiting, der die französische und US-amerikanische Staatsangehörigkeit hat.
Registrarin ist die irische Juristin Fidelma Donlon. Zur Ombudsperson wurde der italienische Jurist Pietro Spera ernannt.
Die Kosten der Gerichte tragen die EU sowie Kanada, Norwegen, die Schweiz, die Türkei und die USA.

## Vorgeschichte
Nach der Veröffentlichung eines Berichts des Europarats, in dem der UÇK schwere Kriegsverbrechen während und nach dem Ende des Kosovokrieges vorgeworfen wurden, richtete die EU eine spezielle Einheit zur Untersuchung der Vorwürfe, die Special Investigative Task Force SITF, ein. Diese entschied im Jahr 2014, dass genügend Verdachtsmomente zur Erhebung einer Anklage vorliegen, und regte die Schaffung von Gerichten zur Durchführung entsprechender Strafverfahren an. Die USA und die EU begründeten dies damit, dass die existierende kosovarische Justiz zur Verfolgung von Kriegsverbrechen, die der UÇK zur Last gelegt wurden, nicht bereit oder fähig war. Im September 2016 wurde das Specialist Prosecutor’s Office als Anklagebehörde eingerichtet. Nachdem das kosovarische Parlament 2015 den Artikel 162 der kosovarischen Verfassung und ein zusätzliches Gesetz verabschiedet hatte, konstituierte sich das Gericht 2016 in Den Haag. Das Gericht verhandelt und urteilt nach kosovarischem Recht, die Kammern des Gerichts entsprechen den Stufen des kosovarischen Rechtssystems. Die Richter und Anwälte sind jedoch international.

## Tätigkeit
Am 15. September 2021 eröffnete eine Kammer des Gerichts das erste Verfahren gegen den früheren UÇK-Kommandanten Salih Mustafa. Er wurde im Dezember 2022 wegen eines Mordes sowie Freiheitsberaubung und Folter in sechs Fällen, die er 1999 als Kommandeur einer UÇK-Einheit im Dorf Zlaš nahe Pristina begangen hatte, zu 26 Jahren Haft verurteilt.
Auch die Politiker und früheren UÇK-Kommandanten Hashim Thaçi, Kadri Veseli, Rexhep Selimi und Jakup Krasniqi sind angeklagt.
Im Mai 2022 fielen die ersten beiden Urteile: Hysni Gucati und Nasim Haradinaj, zwei Anführer einer Veteranenorganisation der UÇK erhielten aufgrund der Einschüchterung von Zeugen sowie der Veröffentlichung vertraulicher Dokumente Haftstrafen von jeweils viereinhalb Jahren. In einer Berufungsverhandlung im Februar 2023 wurden die Schuldsprüche in den meisten Anklagepunkten bestätigt, die Strafe für beide Angeklagte jedoch auf jeweils vier Jahre und drei Monate Haft reduziert.
Im Juli 2024 wurde das UÇK-Mitglied Pjetër Shala unter anderem wegen Mordes und Folter zu 18 Jahren Haft verurteilt. Bei den Opfern soll es sich vorwiegend um Kosovo-Albaner gehandelt haben, die der Kollaboration mit Serben oder der Spionage bezichtigt wurden. Das Gericht sieht es als erwiesen an, dass er gemeinsam mit anderen Kämpfern im Frühling 1999 mindestens 18 Menschen illegal festgehalten und grausam misshandelt hat sowie an der Ermordung einer Person beteiligt war.

## Rezeption
Während Vertreter der damaligen Regierung die Einrichtung des Tribunals begrüßten und Kosovos Außenministerin Donika Gërvalla-Schwarz erklärte, sie sei bereit, dem Gericht Material zur Belastung der Angeklagten zur Verfügung zu stellen, lehnte die Partei des ebenfalls angeklagten früheren Premiers Thaçi das Gericht entschieden ab und verlangte Gërvallas Rücktritt.
In einer Fachzeitschrift für Internationales Strafrecht wurde kritisiert, dass die Verfahren des Gerichts nur die Verbrechen einer Seite – der UÇK – zum Gegenstand haben. Von anderer Seite verübte Verbrechen wurden jedoch vom Internationalen Strafgerichtshof für das ehemalige Jugoslawien verfolgt.